# Zelandobius jacksoni
Zelandobius jacksoni är en bäcksländeart som beskrevs av Mclellan 1993. Zelandobius jacksoni ingår i släktet Zelandobius och familjen Gripopterygidae. Inga underarter finns listade i Catalogue of Life.